# Лінкольншир
Лінкольншир (англ. Lincolnshire, /ˈlɪŋkənʃər/ або /ˈlɪŋkənʃɪər/) — графство в Англії.
Населення 1 010 600 (Оцінка 2007  року)
Густота населення 145
Площа 6959